# Distretto di Nicasio
Il distretto di Nicasio è un distretto del Perù, facente parte della provincia di Lampa, nella regione di Puno.